# Libro di Enoch

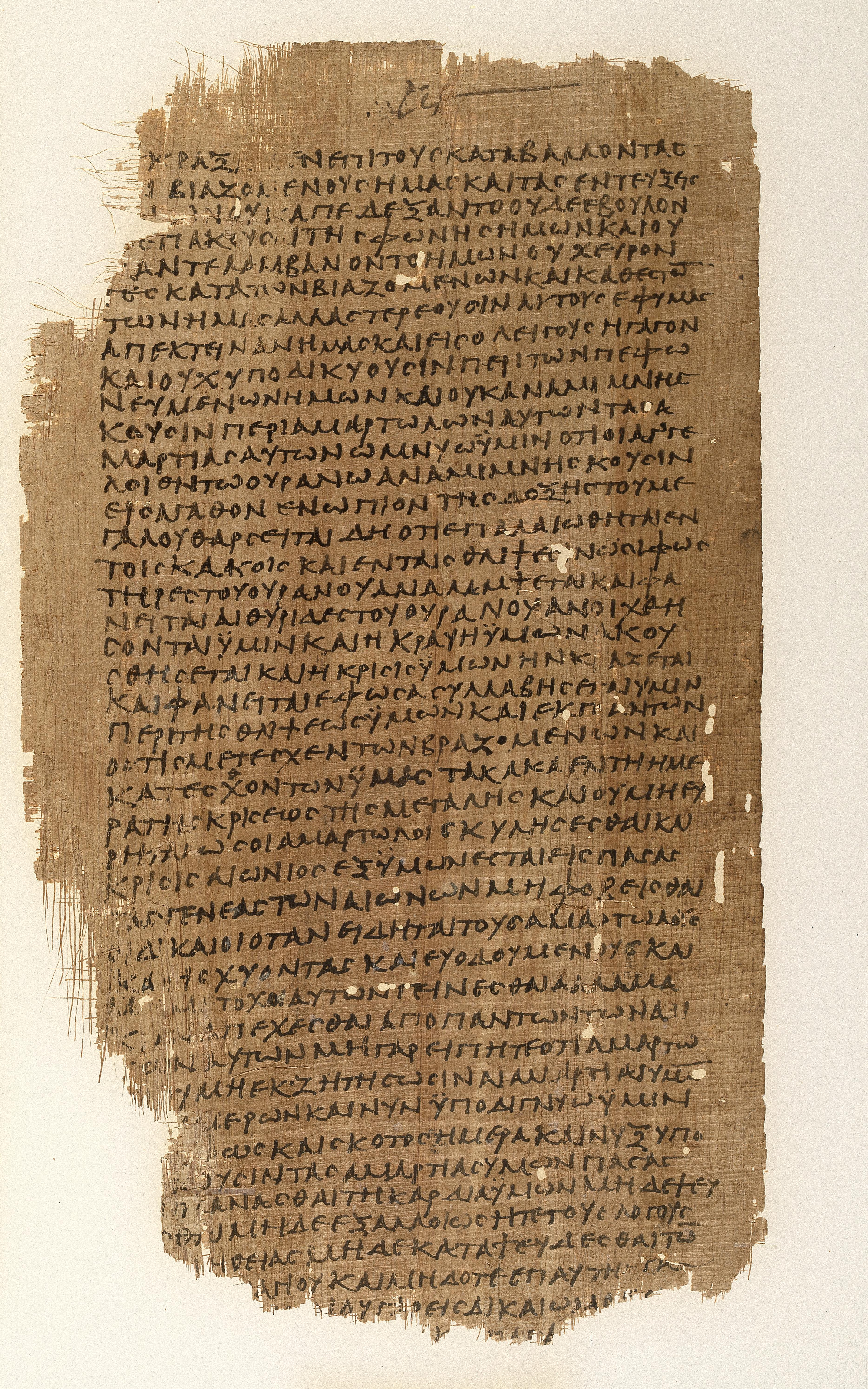
P. Chester Beatty XII, risalente al IV secolo, con il testo del Libro di Enoch

Il Libro di Enoch è un testo apocrifo di origine giudaica la cui redazione definitiva risale al I secolo a.C., pervenuto ad oggi integralmente in una versione in lingua ge'ez (antica lingua dell'Etiopia), da cui il nome Enoch etiopico.
Al patriarca antediluviano Enoch, secondo la Genesi bisnonno di Noè, la tradizione ebraico-cristiana ha riferito tre distinti testi, nessuno dei quali accolto negli attuali canoni biblici ebraico o cristiano (fa eccezione 1 Enoch, accolto nella Bibbia della Chiesa ortodossa etiope):
- 1 Enoch o Enoch etiopico, solitamente indicato come libro di Enoch;
- 2 Enoch o Enoch slavo o Apocalisse di Enoch o Segreti di Enoch;
- 3 Enoch o Apocalisse ebraica di Enoch.

## Origine
Descrivere la genesi storica del Libro di Enoch è abbastanza complicato. Gli studiosi sono attualmente sostanzialmente concordi nel vedere in esso il frutto di una rielaborazione conclusiva armonizzante a partire da 5 testi precedenti autonomi. Il numero 5 va probabilmente accostato ai componenti della Torah, col proposito del redattore finale di ricreare idealmente un nuovo pentateuco: per tale motivo si parla talvolta del Libro di Enoch come del Pentateuco di Enoch.
Sebbene in passato vi siano state vivaci discussioni tra gli studiosi, grazie ai ritrovamenti di Qumran attualmente si può stabilire con certezza che la lingua originaria dei 5 testi autonomi fosse l'aramaico.
La prima sezione, indicata come Libro dei Vigilanti (cc. 1-36), è datata a inizio-metà del II secolo a.C., in concomitanza alla rivolta in Giudea dei fratelli Maccabei contro l'occupazione ellenista.
La sottosezione costituita dai cc. 6-11, nella quale non è citato Enoch, rappresenta un nucleo precedente al resto della sezione che ne ha catalizzato lo sviluppo. Va probabilmente datata al III secolo a.C., anche se G. W. Nickelsburg propone il IV secolo a.C., e J. Milik la ipotizza addirittura precedente alla formazione della Genesi (V-VI secolo a.C.).
La seconda sezione, il Libro delle Parabole (cc. 37-71), secondo la maggior parte degli studiosi è stata composta nel I secolo a.C. (James Charlesworth si spinge fino al I secolo d.C.). Tuttavia lo studioso cattolico polacco Józef Milik nel 1976 ha ipotizzato che il Libro dei Giganti, testo apocrifo rinvenuto tra i manoscritti non biblici di Qumran (1Q23–4; 2Q26; 4Q203; 530–33; 6Q8), facesse in un primo tempo parte del Libro di Enoch appunto come seconda sezione. In seguito l'attuale Libro delle Parabole, che Milik ipotizza composto nel II-III secolo d.C., avrebbe rimpiazzato il Libro dei Giganti. Il movente principale dell'ipotesi è nei riferimenti al Figlio dell'uomo presenti nel Libro delle Parabole, titolo di origine giudaica (v. in particolare il Libro di Daniele c.7) ma che a partire dal Nuovo Testamento è stato dalla tradizione cristiana attribuito a Gesù. Questo spiegherebbe inoltre l'anomala assenza del Libro delle Parabole tra i manoscritti di Qumran. L'ipotesi però non ha trovato largo consenso tra gli altri studiosi.
La terza sezione è il Libro dell'Astronomia o Libro dei Luminari Celesti (cc. 72-82), probabilmente di inizio II secolo a.C. Leonhard Rost posticipa la data della sezione a fine II secolo a.C., mentre J. Milik l'anticipa a fine III-inizio II secolo a.C.
La quarta sezione, il Libro dei Sogni (cc. 83-90), è probabilmente coeva alla rivolta maccabaica (metà II secolo a.C.). La sottosezione chiamata Apocalisse degli Animali (cc. 85-90) è da Leonhard Rost datata a fine II-inizio I secolo a.C., mentre James C. VanderKam ipotizza per essa l'inizio del II secolo a.C.
La quinta sezione, la Lettera di Enoch (cc. 91-104), risale probabilmente alla prima metà del I secolo a.C. La sottosezione chiamata Apocalisse delle Settimane, testimoniata come integra a Qumran (4Q212), ma spezzata nella redazione definitiva in 93,1-10; 91,11-17, è datata a inizio II secolo a.C.
La sezione conclusiva (cc. 105-108) viene talvolta indicata come Apocalisse di Noè; compare nelle versioni copte ma non in quelle greche. Ne è stato ritrovato un frammento aramaico a Qumran (4Q204).

## Storia
In definitiva le 5 sezioni del Libro di Enoch in aramaico erano presenti nei territori della Giudea nella prima metà del I secolo a.C. Attualmente non è possibile stabilire se costituissero già un'opera unitaria così come ci è pervenuta; di questo periodo ci sono giunti anche frammenti di traduzioni in greco ed ebraico da ritrovamenti di Qumran (v. sotto).
La traduzione greca è anteriore alla Lettera di Giuda, che la cita (v. paragrafo canonicità), e dunque va datata attorno alla metà del I secolo d.C. Vi è sostanziale accordo tra gli studiosi occidentali nel ritenere che a partire dalla traduzione greca sia stata successivamente realizzata la versione ge'ez, nel V-VI secolo.
Radicalmente diversa è la posizione degli studiosi ed ecclesiastici copti, che ritengono la versione etiopica quella originale. Data, inoltre, l'antichità del personaggio antediluviano di Enoch, il libro rappresenterebbe il primo e più antico testo scritto da uomini; agli occhi della moderna critica storico-filologica questa posizione, oltre che insostenibile, appare anche un po' ingenua.
La maggior parte degli studiosi concorda nella datazione del Primo Libro dei Vigilanti al IV secolo a.C..
Il libro racconta dell'unione di alcune donne e di sette angeli, i quali presiedono altrettante stelle della volta celeste; racconta, quindi, l'ira e il castigo divino che precipita entrambi in un "luogo deserto" e di fuoco, destinando gli angeli a bruciare in un luogo peggiore a conclusione del Giudizio Finale.
Gli angeli caduti insegnano la scienza e la tecnica agli umani, in parziale analogia col mito greco del Prometeo incatenato.
Gli angeli sono puniti non tanto per la trasmissione della conoscenza dal mondo ultraterreno a quello terreno, quanto piuttosto per la violazione dell'ordine divino-naturale della creazione: divino per non aver rispettato la trascendenza degli esseri spirituali, unendosi a delle creature umane; naturale, per avere abbandonato la propria sede astrale "nativa".

## Canonicità e fortuna
Quanto alla tradizione ebraica, il Libro di Enoch venne definito come apocrifo, cioè non accolto tra i libri biblici, durante il cosiddetto concilio di Jamnia (fine I secolo d.C.), che stabilì definitivamente quali dei testi giudaici fossero da considerarsi canonici e quali non canonici. Lo scrittore cristiano Tertulliano sosteneva che il motivo di tale rigetto fosse da cercare nella fortuna che il testo conobbe nella tradizione cristiana. È tuttavia più probabile che il rigetto ebraico fosse motivato dagli altri fattori che determinarono l'esclusione di altri testi giudaici, come il non essere scritto in ebraico.
Quanto alla tradizione giudeo-cristiana, Enoch è citato esplicitamente nella Lettera di Giuda:
- 1 Enoch 60:8 "Enoch, settimo dopo Adamo"
- 1 Enoch 1:9 "Ecco, il Signore è venuto con le Sue miriadi di angeli per far il giudizio contro tutti, e per convincere tutti gli empi di tutte le opere di empietà che hanno commesso e di tutti gli insulti che peccatori empi hanno pronunziato contro di Lui"

Testo che è un ampliamento delle parole di Mosè:
- Deuteronomio 33:2 Disse adunque: Il Signore venne di Sinai, E apparve loro di Seir; Egli risplendé dal monte di Paran, E venne dalle decine delle migliaia de' santi, Avendo dalla sua destra il fuoco della Legge, per darla loro.

La citazione esplicita di Enoch all'interno di un testo biblico ha poi spronato alcuni autori successivi a citarlo o a riferirsi implicitamente ad esso:
Lettera di Barnaba (14,6);
Giustino (Apologia 2,5);
Taziano (Oratio adversus Graecos 8;20);
Atenagora di Atene (Legatio pro christianis 24;25);
Ireneo (Adversus haereses 1,15,6; 4,16,2; 4,36,4; 5,28,2);
Tertulliano (Apologia 22; De Cultu foeminarum 1,2; 2,10; De idolatria 4,9; De virginibus velandis 7);
Clemente di Alessandria (Eclogae propheticace 3,456;474; Stromata 3,9);
Origene (Contra Celsum 5,52-54; In Ioannem 6,25; In numeros humilia 28,2; De principiis 1,3,3; 4,35);
Atti di Perpetua e Felicita (7; 12);
Commodiano (Instructiones 1,3);
Cipriano (De habitu virginum 14);
Pseudo-Cipriano (Ad Novatianum 3);
Ippolito (Oratio adversus Graecos 1,393);
Lattanzio (Institutiones 2,14; 4,27; 5,18; 7,7-26);
Cassiano (Collatio 8,21).
Il Libro di Enoch tuttavia (a eccezione della Chiesa ortodossa etiope) non venne accolto nel canone cristiano che fu definito all'inizio del IV secolo. Per i testi dell'Antico Testamento, il criterio canonico cristiano fu fondamentalmente quello di accogliere i testi presenti nella Settanta, di cui il Libro di Enoch non fa parte. La traduzione greca dell'Antico Testamento era usata nella tradizione cristiana già a partire dalla composizione del Nuovo Testamento (I secolo d.C.).

## Riscoperta
Al pari di molti altri testi apocrifi, la mancata accoglienza del Libro di Enoch nei canoni ebraico e cristiano ne causò un lento e progressivo abbandono: la copia dei testi sacri fatta dagli amanuensi era particolarmente costosa (per ogni pagina di pergamena serviva una pelle di pecora), e veniva ovviamente dedicata ai testi che erano usati per studio o preghiera; non si deve quindi pensare ad una caccia o persecuzione dei testi apocrifi. Le ultime citazioni dal Libro di Enoch risalgono agli inizi del IX secolo nell'opera Chronographia Universalis dello storico bizantino Giorgio Sincello. La memoria delle tradizioni enochiche rimase tuttavia vivida in ambito cristiano, islamico ed ebraico (specialmente nell'opera cabalistica ebraica di Menahem Recanati nel XIII secolo).
Il processo di riscoperta del Libro di Enoch in Europa prese avvio nel Rinascimento all'interno del movimento della Cabala cristiana. Sia Pico della Mirandola che Johannes Reuchlin dedicarono grande attenzione alla sapienza di Enoch e ne ricercarono attivamente le fonti manoscritte disponibili, senza successo. Solo a metà del Cinquecento, con la riapertura dei contatti commerciali e politici con l'Etiopia in seguito alla circumnavigazione dell'Africa, sacerdoti etiopi giunsero a Roma e con essi si diffuse la notizia che in quel paese si conservavano copie del libro.
Intanto, nel 1606, Joseph Justus Scaliger pubblicò l'editio princeps dei frammenti greci del Sincello, rafforzando l'interesse per la conoscenza dell'intera opera.
Nel 1637 lo studioso francese Nicolas-Claude Fabri de Peiresc annunziò di essere riuscito ad entrare in possesso di un testo in lingua ge'ez (l'antica lingua etiope), corrispondente al perduto Libro di Enoch. Esaminato dall'orientalista Hiob Ludolf, in realtà risultò essere un trattato teologico dal titolo Misteri del Cielo e della Terra di Abba Bahaila Michael contenente solo riferimenti indiretti al Libro di Enoch.
Agli inizi del Settecento Johann Albert Fabricius (Codex pseudepigraphus Veteris Testamenti, 1713) raccolse tutti i frammenti greci e latini allora disponibili. La vera riscoperta del Libro di Enoch avvenne a fine secolo. Nel 1773, al suo ritorno da un viaggio in Abissinia (attuale Etiopia), il viaggiatore scozzese James Bruce portò con sé in Europa alcune copie di un libro scritto in lingua ge'ez. Una copia fu venduta alla Biblioteca Bodleiana dell'Università di Oxford, un'altra alla Regale Biblioteca di Francia (attuale Biblioteca nazionale di Francia), mentre una terza copia fu conservata dallo stesso Bruce. È stato recentemente dimostrato che la copia di Enoch oggi preservata alla Biblioteca Vaticana proviene anch'essa da Bruce che la donò al papa Clemente XIV durante la sua visita a Roma nel dicembre 1773. Rimasta per alcuni decenni custodita nella biblioteca privata del Card. Leonardo Antonelli fu dopo la morte di lui acquisita attorno al 1825 per le collezioni vaticane dall'allora bibliotecario Angelo Mai.
Non ci si rese conto del vero valore del testo fino a che non venne studiato dall'orientalista francese Silvestre de Sacy (maestro tra l'altro di Champollion) che ne pubblicò nel 1800 una parziale (cc. 1;2;5-16;22;32) traduzione in latino.
Nel 1821 l'ecclesiastico ebraista inglese Richard Laurence pubblicò una traduzione in inglese completa del manoscritto Bodleiano, intitolata Il libro di Enoch, il profeta: un'opera apocrifa ritenuta perduta per anni, ma riscoperta alla fine dell'ultimo secolo in Abissinia, ora tradotta per la prima volta da un manoscritto etiopico della Bodleian Library.
Basandosi sull'opera di Laurence, nel 1833 l'orientalista tedesco Andreas Gottlieb Hoffmann pubblicò una traduzione in tedesco titolata Il libro di Enoch in traduzione integrale, con commento, introduzione e note. Altri lavori vennero pubblicati dall'ecclesiastico inglese Edward Murray nel 1836 e dallo studioso tedesco August Friedrich Gfrörer nel 1840. Nel frattempo Laurence curò nel 1838 l'edizione del testo etiopico, basata su un solo manoscritto e quindi largamente imperfetta.
La prima edizione critica del testo, basata su 5 manoscritti che nel frattempo erano stati ritrovati, apparve nel 1851 a cura dell'orientalista tedesco August Dillmann, col titolo Libro di Enoch, edizione fedele dei cinque codici, con varianti di lettura, alla quale seguì nel 1853 una traduzione tedesca.
In ambito anglosassone fondamentale fu l'opera di Robert Henry Charles, che nel 1893 tradusse il libro di Enoch basandosi su tutto il materiale allora disponibile e nel 1906 pubblicò una nuova edizione critica del testo etiopico, la quale rappresentò una pietra miliare per lo studio del testo. La traduzione inglese fu inserita dallo stesso Charles nella sua edizione degli Apocrifi dell'Antico Testamento nel 1912.
Nel 1951 Józef Milik annunziò il ritrovamento di ampi frammenti del testo originale aramaico dell'opera tra i manoscritti del Mar Morto. Lo stesso Milik ne curò la pubblicazione nel 1976. Sulla base di queste scoperte, nuove e più accurate traduzioni furono eseguite, tra cui quella italiana a cura di Paolo Sacchi nel 1981 e quella inglese a cura di James H. Charlesworth nel 1983. Nel 2001 e 2011 George W.E. Nicklelsburg e James C. VanderKam hanno completato in due volumi il più esaustivo commento disponibile sul Libro di Enoch per la serie Hermeneia.

## Tradizione manoscritta

### Aramaico
Sono in aramaico i testimoni più antichi del Libro di Enoch, 11 frammenti ritrovati nel 1948 tra i manoscritti di Qumran, nella grotta 4:
- 4Q201 = 4QEnoch a ar, Enoch 2,1-5,6; 6,4-8,1; 8,3-9,3.6-8;
- 4Q202 = 4QEnoch b ar, Enoch 5,9-6,4; 6,7-8,1; 8,2-9,4; 10,8-12; 14,4-6;
- 4Q204 = 4QEnoch c ar, Enoch 1,9-5,1; 6,7; 10,13-19; 12,3; 13,6-14,16; 30,1-32,1; 35,?; 36,1-4; 106,13-107,2;
- 4Q205 = 4QEnoch d ar; Enoch 89,29-31; 89,43-44;
- 4Q206 = 4QEnoch e ar; Enoch 22,3-7; 28,3-29,2; 31,2-32,3; 88,3; 89,1-6; 89,26-30; 89,31-37
- 4Q207 = 4QEnoch f ar;
- 4Q208 = 4QEnastr a ar;
- 4Q209 = 4QEnastr b ar; Enoch 79,3-5; 78,17; 79,2 + ampi frammenti che non trovano riscontro nel testo etiopico;
- 4Q210 = 4QEnastr c ar; Enoch 76,3-10; 76,13-77,4; 78,6-8;
- 4Q211 = 4QEnastr d ar; ampi frammenti che non trovano riscontro nel testo etiopico;
- 4Q212 = 4QEn g ar; 91,10?; 91,18-19; 92,1-2; 93,2-4; 93,9-10; 91,11-17; 93,11-93,1.

Sempre a Qumran (grotta 1) ne sono stati trovati 3 frammenti in ebraico (Enoch 8,4-9,4; 106), di trascurabile importanza.

### Greco
L'opera Chronographia Universalis dello storico bizantino Giorgio Sincello (VIII-IX secolo), che citava alcuni passi del Libro di Enoch, ha permesso la conservazione di limitati frammenti di testo greco (6,1-9,4; 15,8-16,1), fino al ritrovamento di Bruce nel 1773. Particolarmente preziosa è stata la scoperta a fine Ottocento presso Akhmim (l'antica Panapoli), in Egitto, di una versione greca dei cc. 1-32, seppure lacunosa e non esente da errori, attualmente catalogata come manoscritto 10759 del Cairo (o manoscritto di Gizeh o Codex Panopolitanus).
Altri esigui frammenti greci:
- Ms. Vat. gr. 1809, Enoch 89,42-49;
- P. Oxy. 2069 = Frammento Apocalittico, Enoch 77,7-78,1; 78,1-3; 78,8; 85,10-86,2;
- papiro del IV secolo Michigan-Chester Beatty, Enoch 97,6-107,3

Inoltre in alcune grotte di Qumran sono stati ritrovati frammenti in greco.

### Etiope
In lingua ge'ez progenitrice della lingua etiope (il tigrino) sono scritti i testimoni usati come riferimento principale del testo, più per la loro integrità che accuratezza. Già Robert Henry Charles, nell'edizione critica del 1906 (1912) ha suddiviso i manoscritti etiopi in due grandi famiglie:
Famiglia α: più antica e più simile alle versioni greche:
- A - ms. orient. 485 del British Museum, XVI secolo, con Giubilei;
- B - ms. orient. 491 del British Museum, XVIII secolo, con altri scritti biblici;
- C - ms. di Berlino orient. Petermann II Nachtrag 29, XVI secolo;
- D - ms. abbadiano 35, fine del XVII secolo, con altri scritti biblici;
- E - ms. abbadiano 55, XV-XVI secolo, con altri scritti biblici;
- F - ms. 9 del Lago Tana, XV secolo, con altri scritti biblici.

Famiglia β: più recente e con testo apparentemente riveduto:
- G - ms. 23 della John Rylands University Library di Manchester, XVIII secolo, con altri scritti;
- H - ms. orient. 531 della Bodleian Library di Oxford, XVIII secolo;
- I - ms. Brace 74 della Bodleian Library di Oxford, xvni sec.: con altri scritti biblici;
- J - ms. orient. 8822 del British Museum, XVIII secolo, con altri scritti biblici;
- K - ms. di proprietà di E. Ullendorff di Londra, inizio XVIII secolo;
- L - ms. abbadiano 99, XIX secolo;
- M - ms. orient. 492 del British Museum, XVIII secolo, con altri scritti biblici;
- N - ms. etiopico 30 di Monaco di Baviera, XVIII secolo;
- O - ms. orient. 484 del British Museum, XVIII secolo, con altri scritti biblici;
- P - ms. etiopico 71 del Vaticano, XVIII secolo;
- Q - ms. orient. 486 del British Museum, XVIII secolo, mancante dei cc. 1-60,13a, con altri scritti biblici.

## Contenuto
Il testo è composto da 150 capitoli raggruppati in 5 sezioni. A grandi linee, il contenuto del testo ruota attorno alla caduta dei "vigilanti", cioè alcuni angeli che generarono i Nefilim o "giganti" (v. l'enigmatico racconto di Gen6,1-4). Il libro contiene anche una descrizione dei movimenti dei corpi celesti, in tipico stile apocalittico.

### Libro dei Vigilanti (cc. 1-36)
I primi 5 cc. sono un'introduzione redazionale all'intero Libro di Enoch. Nei cc. 6-11 non è nominato Enoch. Si tratta verosimilmente di una delle parti più antiche dell'intero testo.
1-5. Introduzione redazionale all'opera
- 1. L'incipit anonimo è in terza persona, per poi passare dopo poche righe e fino al c.5 al resoconto in prima persona di Enoch, che parla con Dio ("il Santo e Grande"). Dio verrà sul monte Sinai con 10000 santi (angeli fedeli) e giudicherà gli angeli vigilanti e l'umanità. Ci sarà pace e prosperità per i giusti.
- 2-5. Enoch descrive l'armonia del cosmo attuale: stelle, stagioni, alberi, fiumi. Maledizione di Dio per gli empi che turbano tale armonia.

6-8. Libro dei Vigilanti Ia
- 6. 200 angeli, figli del cielo, decidono di unirsi con le figlie degli uomini (v. Gen6,1-4[23]). Scendono sul monte Hermon (in Palestina). Semeyaza, loro capo, assieme a Urakibaramel, Akibeel, Tamiel, Ramuel, Danel, Ezeqeel, Suraquyal, Asael, Armers, Batraal, Anani, Zaqebe, Shamshiel, Sartael, Turel, Yomyael, Arazeyal.[24]
- 7. Gli angeli si uniscono con le donne che generano giganti (Gen6,4[25] usa il termine Nefilim) di 300 cubiti (135 metri). I giganti turbano l'armonia degli uomini e del creato.
- 8. Azazel e altri angeli insegnano agli uomini metallurgia e altri saperi (incantesimi, astrologia). Corruzione degli uomini causata dai giganti.

9-11. Libro dei Vigilanti Ib
- 9. Michele, Gabriele, Raffaele (o Suriele), Uriele notano dal cielo la situazione e si rivolgono a Dio.
- 10. Dio invia Uriele al figlio di Lamech (Noè) per annunciargli il diluvio universale che cancellerà il male degli uomini. Dio ordina a Raffaele di legare Azazel e di imprigionarlo nella tenebra e sotto terra fino al giorno del giudizio, per la colpa commessa dagli angeli vigilanti (prima comparsa del termine). Dio ordina a Gabriele di far annientare l'un l'altro i giganti. Dio ordina a Michele di legare Semeyaza e gli altri angeli vigilanti e di imprigionarli sotto terra per 70 generazioni, fino al giorno del giudizio.
- 11. Dio annuncia la futura benedizione del mondo purificato dal male.

12-36. Libro dei Vigilanti II
(alterna la descrizione in terza persona a quella in prima persona di Enoch)
- 12. Enoch sparì (fu rapito in cielo) prima di tutto ciò (v. Gen5,24[26]). Riceve (in cielo) la visita di 2 angeli vigilanti (non decaduti) che gli dicono di recarsi presso gli angeli vigilanti che hanno abbandonato il cielo per annunciare loro il castigo divino.
- 13. Enoch passa sulla terra e annuncia ad Azazel la condanna. I vigilanti condannati gli chiedono di intercedere per loro presso Dio, che in sogno-visione gli ribadisce la condanna.
- 14. Enoch descrive ai vigilanti la visione: sale in cielo in una casa meravigliosa dove incontra Dio (la Grande Gloria).
- 15-16. Nella visione Dio ribadisce ad Enoch la condanna degli angeli vigilanti che han lasciato il cielo e degli empi.
- 17-18. (Primo) viaggio di Enoch portato (da Dio, da alcuni vigilanti decaduti, da Uriele?) in vari luoghi (fantasiosi) in terra e sottoterra.
- 19. Uriele mostra ad Enoch da una spaccatura del terreno il luogo sotterraneo dove stanno gli angeli decaduti fino al giorno del giudizio.
- 20. I santi angeli che vigilavano (su quel luogo): Uriele; Raffaele; Raguele; Michele; Sarcaele; Gabriele; Remiele.
- 21. (Secondo) viaggio con Uriele nella località deserta dominata dal fuoco, prigione degli angeli (decaduti). Vede 7 stelle legate.
- 22. (Terzo) viaggio con Raffaele a ovest che gli mostra un luogo profondo e tenebroso in una montagna. Raffaele gli dice che è il luogo per le anime dei morti fino al grande giudizio. Anime dei giusti separate dalle anime dei peccatori.
- 23. (Quarto) viaggio con Raguele a ovest dove vede un fuoco ardente che è tutte le luci del cielo (?).
- 24-25. (Quinto) viaggio con Michele, vede 7 montagne preziose e un albero, dai cui frutti sarà data agli eletti la vita nel grande giudizio.
- 26-27. (Sesto) viaggio con Uriele al centro della terra dove vede montagne, burroni, torrenti, una valle maledetta, luogo del futuro giudizio.
- 28. (Settimo) viaggio a est dove vede una foresta.
- 29-32. (Ottavo) viaggio con Raffaele dove vede alberi di profumo, burroni, ruscelli, monti, l'albero della conoscenza (Gen3,1-7[27]).
- 33. (Nono) viaggio con Uriele ai confini della terra dove vede vari animali.
- 34. (Decimo) viaggio a nord ai confini della terra.
- 35. (Undicesimo) viaggio a ovest ai confini della terra.
- 36. (Dodicesimo) viaggio a sud ai confini della terra.

### Libro delle Parabole o Parabole di Enoch (cc. 37-71)
Questa sezione si collega alla precedente tramite il tema del giudizio finale, ma mentre nel Libro dei Vigilanti questo riguarda gli angeli decaduti, nel Libro delle Parabole riguarda gli empi e i "re della terra".
37. Introduzione alle 3 parabole.
38-44. Prima parabola
- 38-39. Giudizio futuro, punizione degli empi e dei "re potenti", premio dei giusti che saranno con gli angeli.
- 40. Visione di Dio (la Gloria del Signore), 4 persone al suo cospetto: Michele, Raffaele; Gabriele; Fanuele
- 41-44. Visione delle cose segrete del cielo: origine di fulmini (dalle stelle), venti, sole e luna, sede della giustizia e della iniquità.

45-57. Seconda parabola
- 45. Giorno del giudizio. Nuovo cielo e nuova terra per i soli giusti eletti.
- 46-47. Il "Capo dei Giorni" (Dio) e il Figlio dell'Uomo (il Messia, Gesù nella tradizione cristiana), punitore dei re e dei potenti. Preghiera dei giusti perseguitati.
- 48-52. La fonte della giustizia (tema esseno), punizione dei re e dei potenti, l'Eletto. Glorificazione dei giusti, risurrezione dei giusti già morti. Vanità delle ricchezze terrene nel giudizio.
- 53-57. Profondo burrone e fornace di fuoco ardente (inferno), sede del castigo di Satana, dei re e dei potenti, di Azazel e dei suoi seguaci.

58-71. Terza parabola
- 58. Pace e benedizione dei giusti.
- 59. Luci e fulmini.
- 60. Terremoto del cielo, Michele invita (Enoch?) alla calma. Due animali mostruosi: nel mare il Leviatano e sulla terra il Behemot.
- 61-64. Gli angeli con le corde da misura per il giudizio. Giudizio e castigo stabilito dall'Eletto verso i re e i potenti, vana loro richiesta di misericordia. Giudizio degli angeli decaduti.
- 66. Noè (racconta in prima persona) vede la corruzione degli uomini e si reca ai confini della terra per parlare col suo avo Enoch, che gli annuncia la morte degli empi (col diluvio) e la sua sopravvivenza, mostrandogli gli angeli pronti a liberare le acque.
- 67. Dio si rivolge a Noè ribadendo il messaggio di Enoch.
- 68. Dolore di Michele e Raffaele per l'imminente castigo.
- 69. Lista di angeli colpevoli:[28] Semeyaza; Arstiqifa; Armen; Kakabaele; Turiele; Rumeyal; Daniele; Nuqaiele; Baraqel; Azazel; Arnens; Batareyal; Basasael; Ananel; Tureyal; Simapisiel; Yetarel; Tumael; Tariel; Rumael; Izezeel. Altri capiangelo: Yequn; Asbel; Gadriel (fece errare Eva); Penemu; Kasdeya.
- 70. Enoch (racconta in prima persona) innalzato in cielo.
- 71. Nuova visione di Enoch del cielo, degli angeli, del cosmo.

### Libro dell'Astronomia o Libro dei Luminari Celesti (cc. 72-82)
Le nozioni astronomiche e il calendario descritto in questa sezione coincidono con le nozioni esposte nel Libro dei Giubilei e con quelle in uso presso gli esseni.
- 72. Uriele mostra (a Enoch) l'ordine perfetto del cosmo. Il sole.
- 73. La luna e le sue fasi.
- 74. Anno lunare.
- 75. Il cielo.
- 76. I 12 venti.
- 77. 7 montagne, 7 fiumi, 7 isole.
- 78. Ancora il sole e la luna.
- 79. Enoch riassume al figlio Matusalemme le nozioni astronomiche prima esposte.
- 80-82. Uriele a Enoch mostra il turbamento dell'armonia del cosmo causato dalle azioni dei peccatori. Gli concede di tornare sulla terra un anno per illustrare al figlio Matusalemme quanto ha appreso.

### Libro dei Sogni (cc. 83-90)
83-84. Primo sogno-visione
- 83. Enoch racconta a Matusalemme di aver visto in sogno la terra sommersa e una grande distruzione.
- 84. Preghiera di Enoch a Dio.

85-90. Secondo sogno-visione
(o Apocalisse degli animali)
Ripercorre allegoricamente la storia dell'umanità. Per questa sottosezione è stata ipotizzata da diversi studiosi una datazione successiva ai capitoli immediatamente precedenti. È evidente il legame con le visioni presenti nel biblico Libro di Daniele.
- 85. Enoch racconta a Matusalemme di aver visto in un altro sogno. Visione di bovini al pascolo (corrispondenti ai primi uomini).
- 86. Una stella cade dal cielo (Semayaza) tra i bovini, seguita da altre stelle (angeli decaduti), e montano le giovenche, generando elefanti, cammelli e asini. Corruzione degli uomini.
- 87. Scendono sulla terra 4 uomini bianchi (arcangeli).
- 88. Legano le stelle e le gettano nell'abisso. Elefanti, cammelli e asini combattono a vicenda.
- 89. Un bue bianco (Noè) costruisce una grande arca con altri 3 buoi. L'acqua uccide gli altri buoi e animali. I buoi rigenerano gli animali tra cui 12 pecore (i figli di Giacobbe). Le pecore tra le iene (in Egitto) che cercano di ucciderle. Una pecora (Mosè) libera le altre pecore dalle iene (Esodo). Le altre pecore sbagliano strada (adorazione del vitello d'oro), ma la pecora costruisce la casa del Signore e ve le conduce. La pecora si addormenta e le pecore passano un corso d'acqua (il Giordano), entrando in una terra benedetta (la Palestina). Qui sono attaccate da cani (Filistei), volpi (Ammoniti), porci (Idumei), cinghiali (Amaleciti). Un caprone (Saul) difende le pecore ma poi le percuote. Un secondo caprone (Davide), poi un terzo (Salomone), che costruisce una torre alta (il tempio di Gerusalemme). Poi le pecore si sviano e il Signore suscita molte pecore (profeti) per guidarle, ma spesso sono attaccate dalle altre pecore. Il Signore abbandona le pecore alle altre bestie (conquista assira del Regno di Israele nel 721 a.C.), poi suscita 70 pastori (i re di Giuda). Corruzione dei pastori e attacco dei leoni (Babilonesi) e delle tigri (Persiani), che distruggono la torre (587 a.C.). Ritorno delle pecore (539 a.C.) e ricostruzione della torre.
- 90. Uccelli rapaci divorano le pecore (persecuzioni elleniste). Nascono agnellini bianchi (i Maccabei), a uno dei quali spunta un gran corno (Giuda Maccabeo), e lotta coi rapaci (regni ellenisti di Siria ed Egitto). Un uomo (l'arcangelo Michele) aiuta il caprone col corno, e le pecore fanno fuggire gli animali e i rapaci. Il Signore delle pecore poi (nel giorno del giudizio) giudica i pastori, facendoli gettare in un luogo profondo e pieno di fuoco (inferno), e giudica le stelle (angeli decaduti). Il Signore delle pecore fa una casa nuova (nuova Gerusalemme). vi accorrono le pecore perite (risurrezione dei giusti), tutti gli altri animali, tutti gli uccelli del cielo. Nasce un bue bianco dalle grandi corna (il Messia). Risveglio di Enoch.

### Lettera di Enoch (cc. 91-104)
Nelle versioni etiopiche pervenuteci l'ordine di alcuni passi dei cc. 91-93 è verosimilmente diverso da quello originale aramaico e/o greco. In particolare la sottosezione chiamata Apocalisse delle Settimane, testimoniata come integra tra i manoscritti di Qumran (4Q212), appare spezzata nella redazione definitiva in 93,1-10; 91,12-17. Di seguito viene presentato il probabile ordine originale.
- 92. Introduzione al libro che è stato scritto da Enoch.
- 91,1-11;18-19. Enoch al figlio Matusalemme: ci sarà un castigo per i peccatori, esortazione alla giustizia.
- 93,1-10. Io Enoch, settimo (dopo Adamo), generato nella prima settimana. Breve descrizione allegorica della storia di Israele suddivisa in 7 settimane.
- 91,12-17. Ottava settimana, giustizia sui peccatori; nona, giustizia su tutta la terra; decima, giudizio sugli angeli vigilanti. Nuovo cielo senza più peccato.
- 93,11-14. Piccolezza dell'uomo e grandezza di Dio.
- 94-99. Esortazione alla giustizia. Guai a voi, peccatori. Guai a voi, ricchi...
- 100-104. Autodistruzione degli empi e condanna degli angeli decaduti. Sottomissione a Dio del creato. Risurrezione dei giusti.
- 104a=105. Il Signore e suo figlio (il Messia) si uniranno ai giusti.

### Conclusione (cc. 106-108)
I cc. 106-108 sono narrati in prima persona da Enoch. Sono solitamente indicati come Apocalisse di Noè.
- 106-107. Enoch racconta la nascita di Noè. Annuncio del diluvio universale per eliminare il peccato dalla terra.
- 108. Conclusione. Lode della giustizia del giudizio di Dio.

## Il figlio dell'uomo nelLibro delle Parabole
Particolare interesse ha suscitato tra gli studiosi la figura del Figlio dell'uomo (46-43; 62). Il Libro delle parabole la riprende dal Libro di Daniele (Dn 7,13-14): il Figlio dell'uomo vi appare come un essere di aspetto umano che Enoch vede accanto a Dio, dove è stato nascosto da prima della creazione: a lui è affidato il giudizio (diversamente che in Daniele) e con lui i giusti e gli eletti trascorreranno la vita per sempre.
La figura è stata messa in relazione con quella di Gesù, che spesso, nelle fonti a noi note, impiega il termine Figlio dell'uomo sempre in riferimento a se stesso. È praticamente certo che l'uso dell'espressione risalga a Gesù. Essa compare in Marco, Q, il materiale proprio di Matteo e quello di Luca, Giovanni, Vangelo secondo Tommaso (86). Tra le parole sul Figlio dell'uomo attribuite a Gesù, alcune riguardano una sua attività presente e terrena. In Mc 2,10, egli ha potere di perdonare i peccati in questo mondo e potere sul sabato (Mc 2,28). Altre riguardano una sua attività futura. Qui il Figlio dell'uomo appare giustapposto a Gesù, ma tra i due vi è un rapporto: «Chi si vergognerà di me e delle mie parole davanti a questa generazione adultera e peccatrice, anche il Figlio dell'uomo si vergognerà di lui, quando verrà nella gloria del Padre suo con gli angeli santi» (Mc 8,38). In Mc 13,26, con allusione a Dn 7,13-14, viene con potenza e riunisce eli eletti dai quattro venti, assumendo quindi, come nel Libro delle parabole, un ruolo in rapporto con il giudizio e starà con gli eletti. In Mc 14,62, rispondendo alla domanda del sommo sacerdote se egli sia il messia, Gesù afferma: «Io lo sono, e vedrete il Figlio dell'uomo seduto alla destra della Potenza e venire con le nubi del cielo». Anche in questo caso è stato ipotizzato un riferimento al Libro delle parabole.
In Gv 5,27 Gesù dichiara: «E [il Padre] gli [al Figlio] ha dato il potere di giudicare, perché è Figlio dell'uomo». Secondo molti studiosi non è una parola autentica di Gesù, ma documenta che almeno il gruppo in cui nacque questo vangelo conosceva l'idea del Figlio dell'uomo come giudice escatologico, attestata dal Libro delle parabole, e l'aveva applicata a Gesù. Vari studiosi ritengono che già Gesù la conoscesse. Quando, al momento di guarire il paralitico, dichiara «perché sappiate che il Figlio dell'uomo ha il potere di perdonare i peccati sulla terra» (Mc 2,10), starebbe alludendo al Figlio dell'uomo della tradizione di Enoch, che, in quanto giudice, aveva il potere di condannare ma anche di perdonare i peccati nel giudizio finale; Gesù aggiungerebbe che ha questo potere anche sulla terra, prima del giudizio, identificandosi dunque con lui. C'è poi chi pensa che Gesù abbia usato la locuzione semplicemente come un'autodesignazione, modesta ma capace di attirare l'attenzione sulla sua persona; più tardi, i suoi seguaci l'avrebbero messa in rapporto con Dn 7,13-14 e Enoch 46-43, assimilando Gesù esaltato al Figlio dell'uomo che riceve gloria e potere. Altri pensano che Gesù avrebbe parlato di se stesso come Figlio dell'uomo, ma in due ruoli diversi: prima quello di un inviato divino che conduce in questo mondo una vita marginale, poi quello di un personaggio trasfigurato insieme con la trasfigurazione escatologica dell'universo. Giorgio Jossa formula un'ipotesi che sembra situarsi sulla stessa linea: dal momento in cui Gesù avrebbe integrato la propria morte nel suo orizzonte avrebbe anche iniziato a vedere la futura manifestazione del Figlio dell'uomo come una sua venuta nella gloria dopo la sua morte.